# Blanchefosse-et-Bay
Blanchefosse-et-Bay település Franciaországban, Ardennes megyében. Lakosainak száma 136 fő (2022. január 1.). Blanchefosse-et-Bay Les Autels, Brunehamel, Mont-Saint-Jean, Résigny, Aouste, La Férée, Le Fréty, Hannappes és Rumigny községekkel határos.

## Népesség
A település népességének változása:
| Lakosok száma | 261  | 184  | 152  | 156  | 159  | 157  | 151  | 145  | 142  | 136  |
|               | 1975 | 1990 | 1999 | 2011 | 2013 | 2016 | 2017 | 2019 | 2020 | 2022 |